# Хейнман, Соломон Аронович
Соломон (Семён) Аронович Хейнман — советский учёный-экономист, доктор экономических наук, профессор, сотрудник Института экономики АН СССР. Хейман занимался исследованиями в области трансформации структуры народного хозяйства, улучшения производственных процессов в ведущих отраслях советской промышленности, включая машиностроение, а также вопросами специализации и кооперации предприятий и ускорения научно-технического прогресса в СССР.

## Биография
Соломон Хейнман родился 30 декабря 1906 года в Киеве. После окончания школы поступил в коммерческое училище. С 1923 no 1925 год работал в Киеве в Губпрофсовете по проблемам статистики труда. С 1928 года работал в Москве в Центральном статистическом управлении СССР и Госплане СССР, специализируясь на статистике и планировании трудовых ресурсов, а также вопросах уровня жизни населения, последовательно исполняя обязанности руководителя группы, начальника сектора и заместителя начальника отдела. В 1931 году окончил Московский плановый институт. В 1939 году он перешел в Институт экономики Академии наук СССР, где защитив кандидатскую диссертацию на «Методологические проблемы жизненного уровня» и занимал должность старшего научного сотрудника. К 1940 году имел ряд научных работ по проблемам экономики и статистики труда.
В 1941 году С. А. Хейнман был репрессирован по ложному обвинению. Решением Особого совещания НКВД СССР от 12 октября 1941 года ему был вынесен приговор: восемь лет исправительных работ в лагерях по статьям 58.9 (вредительство, связанное с проведением бюджетных обследований, выявивших снижение уровня жизни населения), 58.10 (антисоветская пропаганда, основанная на упоминании в публикации в газете «Правда» об отставании СССР от США и Канады по уровню производительности труда в промышленности) и 58.11 (участие в антисоветской организации, по показаниям арестованных).
Несмотря на тяжелейшие условия заключения он смог выжить. Благодаря своим литературным рассказам, он смог привлечь внимание заключенных и избежать расправы со стороны уголовников. Хотя ему пришлось выполнять тяжелые физические работы, истощение и болезни отступали благодаря поддержке его жены Е. Р. Хотимской. Находясь в заключении, С. А. Хейнман сумел стать ключевой фигурой «мозгового центра» Центрального авторемонтного завода, который временно перевели из Тайшета в Вольск для поддержки Сталинградского фронта.
Находясь на поселении в Северо-Казахстанском крае с 1949 года, благодаря своей способности быстро усваивать новые знания, Хейнман с 1953 года начал преподавать математику и физику в местной школе.
В 1954 году С. А. Хейнман был полностью реабилитирован и вернулся к научной деятельности, занявшись изучением организации промышленного производства. Позже защитил докторскую диссертацию.
В 1960—1970-е годы в Институте экономики АН СССР сформировалась научная школа С. А. Хейнмана, объединившая один из сильнейших научных коллективов. Она привлекала молодёжь и пользовалась популярностью среди учёных. Хейнман внёс значительный вклад в исследование структуры народного хозяйства, научно-технической революции и проблемы накопления национального богатства, включая нематериальные активы.
В 1978 году вышла его монография «Научно-техническая революция сегодня и завтра», переведённая на английский и французский языки и получившая широкое признание как в СССР, так и за рубежом.
С. А. Хейнман активно участвовал в разработке концепций основных направлений IX, X и XI пятилеток под руководством А. Н. Косыгина. Его идеи нашли отражение в отчётах для съездов КПСС.
Соломон Аронович скончался в 1994 году в Москве.

## Научная деятельность
С. А. Хейнман опубликовал более 150 научных работ и статей, включая 10 индивидуальных монографий. Некоторые его научные доклады обсуждались в руководящих органах и Президиуме АН СССР, получив высокую оценку.
С. А. Хейнман раскрыл экономическое содержание категории структуры народного хозяйства, проанализировал её ключевые аспекты и показал, как структурные особенности влияют на общую эффективность производственного процесса как в масштабах всей экономики, так и в отдельных её сегментах, таких как промышленность, агропромышленный комплекс и сфера услуг. Используя передовой международный опыт, он обосновал взаимное влияние научно-технического прогресса на трансформацию структуры народного хозяйства и обратное воздействие улучшенной структуры на ускорение темпов научно-технического развития. В анализе эффективности производственной структуры, как на макроуровне, так и на уровне отдельных предприятий, С. А. Хейнман активно применял показатели ресурсоемкости, включая материалоемкость, энергоемкость продукции и уровень производительности труда.
Другая значимая область исследований С. А. Хейнмана касалась роли малых предприятий и малого бизнеса. Несмотря на негативное восприятие термина «бизнес» в советской экономической науке, С. А. Хейнман осознавал потенциал малых предприятий в снижении нагрузки крупных промышленных объектов путем передачи им производства нерентабельной или несвойственной основной специализации продукции. Проведенный сравнительный анализ специализации отечественных предприятий с иностранными аналогами показал, что советские заводы производили значительно большее количество различных видов продукции, уступая зарубежным компаниям по качеству товаров и издержкам на их производство. Перенос части этих функций на малые предприятия позволял снизить общие производственные затраты и повысить гибкость в адаптации к требованиям рынка. Выводы исследователя базировались на реальных экономических данных и примерах, поскольку С. А. Хейнман обладал глубоким пониманием практической экономики.

## Награды
- Орден Трудового Красного Знамени
- Орден «Знак Почёта»
- Орден Октябрьской революции
- Медаль «За доблестный труд»[1]

## Сочинения
- К вопросу о производительности труда в СССР. — М.: Партиздат, 1933. — Обл., 138, [2] с.
- Рост благосостояния колхозной деревни. — М.: Соцэкгиз, 1939. — 104 с.
- Как буржуазные экономисты «сражаются» с советскими темпами. — М.: Госполитиздат, 1959. — 104 с.
- Вопросы автоматизации в США : (Обзор материалов, публик. в США). — М.: Машгиз, 1960. — 223 с.
- Экономические проблемы организации промышленного производства. — М. : Госполитиздат, 1961. — 336 с.
- Научно-техническая революция сегодня и завтра. — М.: Политиздат, 1977. — 328 с.
- Проблемы интенсификации промышленного производства. — М. : Экономика, 1968. — 183 с.
- Враг народа // ЭКО. 1991. № 2, 3. 9.
- Дорога в небытие // ЭКО. 1992. № 6.